# Vysoká u Příbramě
Vysoká u Příbramě (en allemand : Wissoka) est une commune du district de Příbram, dans la région de Bohême-Centrale, en République tchèque. Sa population s'élevait à 349 habitants en 2020.

## Géographie
Vysoká u Příbramě se trouve à 7 km au nord-est de Rožmitál pod Třemšínem, à 7,7 km au nord-est de Příbram et à 61 km au sud-ouest de Prague.
La commune est limitée par Bohutín au nord, par Narysov au nord et à l'est, par Třebsko et Modřovice au sud, et par Rožmitál pod Třemšínem au sud-ouest, par Vranovice à l'ouest et par Láz au nord-ouest.

## Histoire
La première mention écrite de la localité date de 1367.

## Transports
Par la route, Vysoká u Příbramě se trouve à 11 km de Rožmitál pod Třemšínem, à 10 km de Příbram et à 69 km de Prague.

## Musée Antonín Dvořák
De nombreuses compositions de Dvořák ont été créées dans cette propriété de campagne.